# II династия
Вторая династия правителей Древнего Египта относится к эпохе Раннего Царства.
Период второй династии начался с приходом к власти Хотепсехемуи после 2890 года до н. э. и закончился правлением Хасехемуи, умершего около 2686 или 2648 до н. э. Столица государства в то время располагалась в городе Тинис.

## История
Это одна из наименее изученных династий Древнего Египта. Из-за малого количества находок и источников политическая обстановка того времени остаётся весьма неопределённой.
Достоверно известно, что в начале последовательно правили 3 фараона: Хотепсехемуи, Ранеб и Нинечер. После смерти последнего, судя по всему, произошла какая-то смута. По мнению ряда египтологов, в частности, Вольфганга Хелька, Германа Шлёгля и Юргена фон Бекерата, во время правления II династии Египет разделился на 2 независимых царства — Верхний и Нижний Египет. В результате этого фараоны Сенед, Сет Перибсен и Сехемиб правили только в Верхнем Египте (с центром в Абидосе), а фараоны Сенеферка, Неферкара I, Худжефа I и Неферкасокар — только в Нижнем Египте (с центром в Мемфисе). Основанием для этой теории стал тот факт, что в сохранившихся печатях фараонов Перибсена и Сехемиба видно чёткое административное разделение между Нижним и Верхним Египтом. Кроме того, сами фараоны называют себя «фараон Верхнего Египта», а высшие чиновники — «администраторами фараона Верхнего Египта». Дополнительным свидетельством разделения Египта считается тот факт, что в Туринском и Саккарском царских списках перечислено большое количество картушей с именами правителей II династии. Хотя некоторые из них удалось соотнести с известными по другим источникам фараонам, но остаются и неидентифицированные имена, с которыми невозможно соотнести с современными им записям или известными хоровым именем или именем по Небти. Либо эти имена возникли в результате случайного дублирования, либо это имена неизвестных правителей.
Существует теория, что причиной разделения Египта могли стать религиозные конфликты. Оно основано на том, что фараон Перибсен впервые в египетской истории решил разместить над своим серехом вместо сокола Гора зверя Сета. При этом первый правитель династии, Небра, первым из фараонов интегрировал в своё имя солнечный диск бога Ра. Однако каких-то документальных свидетельств подобных конфликтов в настоящее время неизвестно.
Согласно реконструкции египетской хронологии, предпринятой египтологами В. Хельком, Н. Грималем, Г. А. Шлёглем и Ф. Триардрити, фараон Нинечер, 3-й правитель II династии, оставил государство, которым было сложно управлять из-за чрезмерно усложнённого административного аппарата. Поэтому перед смертью фараон решил его разделить между двумя сыновьями (или избранными преемниками), которые будут управлять двумя отдельными царствами в надежде, что они смогут таким образом преодолеть возникшие трудности. Египтолог Барбара Белл предположила, что в Египте в это время была продолжительная засуха, приведшая к голоду, в результате чего в царстве произошла экономическая катастрофа. Для того чтобы с ней справиться, по мнению исследовательницы, фараон Нинечер разделил своё царство на 2 части, в которых его преемники основали 2 независимых государства, разделённые до тех пор, пока не удалось решить все проблемы. Для обоснования своей гипотезы Белл указала на записи о ежегодных разливах Нила на Палермском камне, которые, по её мнению, показывают постоянно низкий уровень в течение этого периода. Но выкладки исследовательницы были опровергнуты другими египтологами. В частности, С. Зейдлмайер показал, что ежегодные разливы Нила во время правления Нинечера и вплоть до периода Древнего царства были на обычном уровне. По его мнению, Белл упустила, что надписи на Палермском камне указывают о разливах Нила только вокруг Мемфиса, а не в других местах реки, поэтому нельзя говорить на их основании о длительной засухе.
В Абидосском царском списке имена фараонов Неферкара I, Неферкасокар и Худжефа I отсутствуют. Саккарский же список, по мнению египтологов, отражал мемфисскую традицию, указывая только фараонов, правивших в Нижнем Египте.
Вновь объединить Египет удалось только фараону Джаджаю, которого идентифицируют с Хасехемуи.

## Список фараонов II династии
- Хотепсехемуи  около 2840 до н. э.
- Ранеб  около 2830 до н. э.
- Нинечер  2810—2777 до нашей эры.
- Венег  около 2790 до н. э.
- Сенед  около 2790—2766 до н. э.
- Нубнефер  около 2760 до н. э.
- Парансин  около 2760 до н. э.  возможно Перибсен
- Неферкара  около 2749 до н. э.
- Неферкасокар  около 2745 до н. э.
- Хасехемуи  около 2740—2722 до н. э.

Между правлением Нинечера и Хасехемуи известны, по меньшей мере, имена шести фараонов. Однако, часто, невозможно даже точно установить порядок их следования.